# Erich Münter

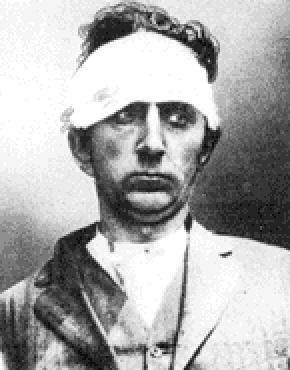
Erich Münter unmittelbar nach seiner Festnahme

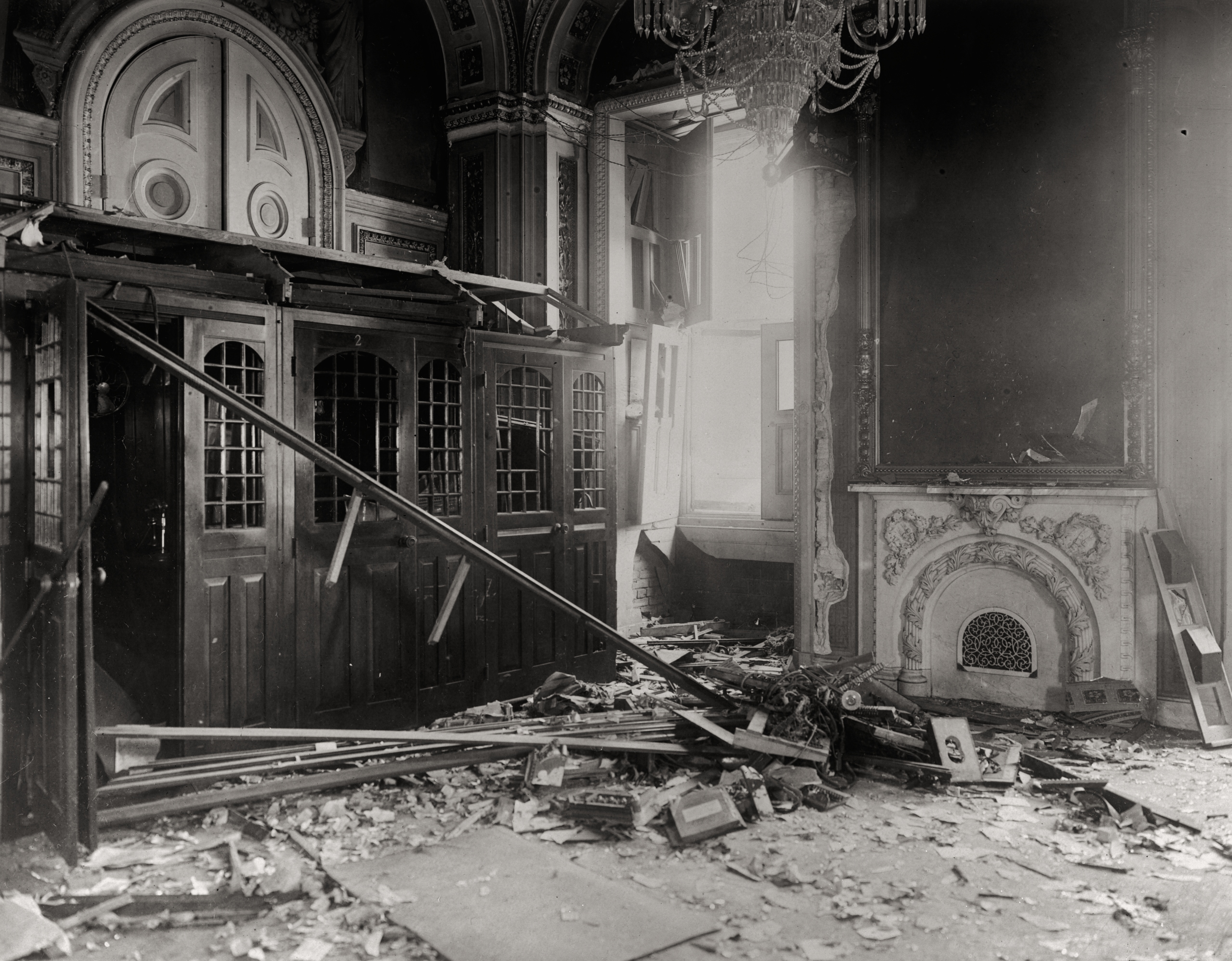
Der Bereich, in dem der Sprengsatz explodierte

Erich Münter, auch Muenter geschrieben (* 25. März 1871 in Uelzen; † 6. Juli 1915 in Mineola, Nassau County), war ein deutsch-amerikanischer Hochschullehrer und Attentäter.

## Biografie
Münter unterrichtete ursprünglich Germanistik und deutsche Literatur an der Harvard University. Am 15. April 1906 verstarb seine Frau, Leone Krembs-Münter, und Münter wurde verdächtigt, sie mit Arsen vergiftet zu haben. Daraufhin tauchte Münter unter.
Er legte sich eine neue Identität zu und nannte sich fortan Frank Holt. Unter diesem Namen begann er ein Studium am Fort Worth Polytechnic Institute und begab sich nach vier Jahren an die Cornell University in New York, wo er ein Examen ablegte und einen neuen Doktorgrad erwarb.
Am Nachmittag des 2. Juli 1915 begab Münter sich in das Kapitol in Washington, in dem sich kaum jemand befand, da eine sitzungsfreie Periode herrschte. Ungehindert und unbemerkt gelangte er in den Empfangsraum des Senats und verbarg dort einen Sprengsatz. Da er nicht die Absicht hatte, Menschen zu Schaden zu bringen, stellte er den Zeitzünder auf einen Zeitpunkt, an dem das Gebäude seiner Einschätzung nach leer stehen sollte. Dann verließ er das Kapitol und beobachtete das weitere Geschehen aus sicherer Distanz.
Der Sprengsatz explodierte um 23:23 Uhr wie vorgesehen lautstark, doch ohne Menschen zu verletzen oder zu töten und verursachte nur geringfügigen Sachschaden. In einem anonymen Bekennerschreiben, das er an die Zeitung Washington Evening Star schickte, erläuterte Münter seine Beweggründe: Er hoffte, die Explosion würde „[…] genügend Lärm verursachen, um die Stimmen derer zu übertönen, die den Krieg fordern. Diese Explosion ist ein Ausrufezeichen in meinem Aufruf zum Frieden.“ Besonders wütend war Münter über die amerikanischen Bankiers, die trotz der bislang gültigen offiziellen Neutralität der USA im Ersten Weltkrieg Großbritannien bei seinen Kriegsanstrengungen gegen das Deutsche Reich unterstützten.
Am Morgen des folgenden Tages, dem 3. Juli 1915, kehrte Münter nach New York City zurück. Er begab sich nach Long Island zum Anwesen des Bankiers John Pierpont Morgan Jr., dem bedeutendsten amerikanischen Unterstützer Großbritanniens und wichtigsten Vermittler von Munition, Lebensmitteln und Kriegsmaterial an das Vereinigte Königreich. Münter verschaffte sich unter Androhung von Waffengewalt Einlass und ließ sich zu Morgan führen. Es kam zu einem Handgemenge, bei dem Münter zwei Schüsse aus seiner Pistole abfeuerte. Morgan wurde in den Unterleib getroffen, konnte Münter jedoch trotz der Verletzungen mit Hilfe seines Butlers entwaffnen und überwältigen.
Bei den folgenden Vernehmungen gab Münter zunächst an, sein Name sei Frank Holt. Seine Aussagen über seine Beweggründe waren dieselben, die er in seinem Bekennerschreiben zum Bombenanschlag im Kapitol genannt hatte. Er verneinte, Sympathien für Deutschland zu haben, und sagte, dass er einfach nur gegen Massenmord sei.
Am 6. Juli verübte Münter im Nassau County Jail Suizid, indem er sich aus drei Metern Höhe kopfüber auf einen Betonfußboden stürzte. Erst nach seinem Tod wurde er von zwei früheren Professorenkollegen Hugo Münsterberg und Chester Nathan Gould als Erich Münter identifiziert.